# Репка (мультфильм)
«Ре́пка» — советский кукольный мультфильм, снятый по одноимённой русской сказке «Репка» режиссёром Саррой Мокиль в 1936 году. Этот мультфильм — первая экранизация сказки.

## Сюжет
Дед посадил репку, которая выросла такой большой, что он не смог её вытянуть. Помощь бабки ничего не изменила, позвали внучку. Потом прибежали на помощь собака Жучка и кошка, но репка всё равно оставалась в земле. И только появление мышки помогло героям вытащить корнеплод.

## Съёмочная группа
- Режиссёр — Сарра Мокиль
- Сценарист — Александр Птушко
- Композитор — Василий Ширинский
- Оператор — Фёдор Фирсов
- Движение кукол: А. Веселова, К. Никифоров, К. Залле, Мария Бендерская.

## Мультфильм
- «Репка» на «Аниматор.ру»

https://www.youtube.com/watch?v=2tXrr_xTayE